# 長畑由美

長畑 由美（ながはた ゆみ、1967年3月23日 - ）は、日本の女性声優、俳優。兵庫県神戸市出身。

## 人物
青二塾大阪校第1期卒業。以前は、青二プロダクションに所属していた}。現在は、劇団森羅万笑、劇団夏の大三角形、劇団tea for two所属。
特技・趣味はカラオケ。

## 出演作品

### テレビアニメ
1985年
- 北斗の拳（子供A）

1986年
- ゲゲゲの鬼太郎（第3シリーズ）（アキナ）
- メイプルタウン物語（フィー）

1988年
- 燃える!お兄さん（女子生徒）

1989年
- ビックリマン（第1作）（デス魔トΣ）

1990年
- キテレツ大百科（家庭科の先生、若奥様）

1991年
- ドラゴンクエスト（ハンナ）

### 劇場アニメ
1989年
- 変幻退魔夜行 カルラ舞う!-奈良怨霊絵巻-（英美）

### OVA
1986年
- デルパワーX 爆発みらくる元気!!（谷原の婦警）
- トゥインクルハート 銀河系までとどかない（ボウイ）

1988年
- ハーバーライト物語〜ファッションララより〜（少女）

1989年
- 銀河英雄伝説（女性兵士）

1990年
- 気ままにアイドル

1991年
- BE-BOP HIGHSCHOOL 海賊版（三原山順子）

### ラジオドラマ
- サウンド夢工房 映画みたいな恋したい〈原作：林真理子〉（1990年9月3日 - 14日）
  - 「ローマの休日」 -　女友だち 役
  - 「慕情」 -　礼子 役
  - 「キャバレー」

### テレビ番組
- 理科教室小学校6年生 （1987年度、NHK教育）※お姉さん
- ハロー動物ファミリー（1988年10月14日 - 1989年9月29日、テレビ大阪）
- それいけ!!ココロジー （1991年4月20日 - 1992年3月21日、よみうりテレビ）※ナレーション

### 舞台
- 劇団青杜「うさぎはねている」（1990年、青山円形劇場）
- 劇団青杜　NO1．「聖獣伝説・麒麟（きりん）」（2000年、新宿シアターアプル）※再々演
- 劇団青杜　NO2．「聖獣伝説・天馬（ペガサス）」（1995年、新宿シアターアプル）※再演
- 演劇ユニット宇宙食堂　4thアドベンチャー「デヴ・ジャ'97」-最強のハイブリッド・バージョン-僕の部屋は、宇宙にある。（1997年4月12日・13日、青山円形劇場）
- tea for two 第11回公演「オンタイム!?」（2006年6月15日 - 18日、下北沢「劇小劇場」）
- tea for two 第12回公演「ライン〜彼方と此方〜」（2006年11月23日 - 26日、下北沢「劇小劇場」）